# Gewerbliche und Hauswirtschaftlich-Sozialpflegerische Schulen Emmendingen
Die Gewerblichen und Hauswirtschaftlich-Sozialpflegerischen Schulen Emmendingen (GHSE) sind die größten der drei vom Landkreis Emmendingen getragenen beruflichen Schulen. Hier können alle Abschlüsse des deutschen Schulsystems erworben werden – der Hauptschulabschluss, der mittlere Bildungsabschluss, die Fachhochschulreife und die allgemeine Hochschulreife, das Abitur.

## Geschichte
Der Großteil der Schule ist gewerblich geprägt. 1836 gegründet ist sie eine der ältesten Gewerbeschulen Badens und war mehr als einhundert Jahre lang ausschließlich eine gewerbliche Berufsschule. 1973 wurde das Technische Gymnasium dort angesiedelt, 1989 eine Altenpflegeschule, 1993 schloss man sich mit der benachbarten Hauswirtschaftlichen Schule zusammen. Seit 2011 gibt es auch ein Sozialwissenschaftliches Gymnasium, seit 2012 auch als Aufbaugymnasium ab der achten Klasse. 2012 waren die Gewerblichen und Hauswirtschaftlich-Sozialpflegerischen Schulen Emmendingen als unter den besten 15 deutschen Schulen für das Finale des Deutschen Schulpreises qualifiziert.

## Lage und Größenordnung
Im Schuljahr 2019/2020 werden rund 2.200 Schüler von ca. 170 Lehrkräften in 14 Schularten und rund 100 Klassen unterrichtet. Mehr als die Hälfte aller Schüler macht eine duale Ausbildung und besucht die Berufsschule. Das Schulgelände umfasst mehrere Gebäudekomplexe. Darunter sind neben dem Hauptgebäude auch Holz-, Metall-, KfZ-, Elektro- und Kunststoffwerkstätten, zwei Sporthallen, eine Cafeteria und ein Hauswirtschaftsgebäude mit mehreren Schulküchen und Textilwerkräumen. Im Frühjahr 2020 erweitert ein neuer Modulbau mit 10 Unterrichtsräumen das Raumangebot.

## Schularten
An den Gewerblichen und Hauswirtschaftlich-Sozialpflegerischen Schulen Emmendingen werden folgende Schularten angeboten:

### Vollzeitschularten
- Technisches Gymnasium:
  - Profil Mechatronik
  - Profil Informationstechnik
  - Profil Technik und Management
- Sozialwissenschaftliches Gymnasium:
  - 3-jährig (ab Klasse 11)
  - 6-jährig (ab Klasse 8)
- Zweijähriges Berufskolleg für Informations- und  Kommunikationstechnische Assistenten
- Zweijährige Berufsfachschule:
  - Elektrotechnik
  - Metalltechnik
  - Gesundheit und Pflege
  - Hauswirtschaft und Ernährung
- Einjährige Berufsfachschule:
  - Holztechnik
  - Kfz-Technik
  - Metalltechnik
- Berufsvorbereitende Schularten:
  - Ausbildungsvorbereitung dual (AV-Dual)
  - Vorqualifizierungsjahr Arbeit/Beruf für Menschen ohne Deutschkenntnisse (VABO)
  - VAB in Kooperation mit den Förderschulen (VABKF)
  - Berufsvorbereitende Einrichtung (BVE)

### Teilzeitschularten
- Gewerbliche Berufsschulen:
  - Bautechnik
  - Elektrotechnik
  - Holztechnik
  - Kraftfahrzeugtechnik
  - Mechatronik
  - Metalltechnik
- Pflege:
  - Dreijährige Berufsfachschule für Pflege (Generalistische Pflegeausbildung)
  - Einjährige Berufsfachschule Altenpflegehilfe
  - Zweijährige Berufsfachschule Altenpflegehilfe für Migranten mit intensiver Deutschförderung
  - Dreijährige Berufsfachschule für Altenpflege
  - Zusatzqualifikation für Praxisanleiter (1BFQ)

## UNESCO-Projektschule
Seit 1989 sind die Gewerblichen und Hauswirtschaftlich-Sozialpflegerischen Schulen Emmendingen Mitglied im Netzwerk der UNESCO-Projektschulen. Im Unterricht selbst sowie in vielfältigen Projekten außerhalb des Unterrichts arbeiten Schüler und Lehrer an Themen wie Menschenrechte, Toleranz, Demokratie, Interkulturalität und Umwelt.

## Schulpartnerschaften
Die Gewerblichen und Hauswirtschaftlich-Sozialpflegerischen Schulen Emmendingen pflegen Partnerschaften und Kooperationen zu Bildungseinrichtungen in aller Welt. Im Rahmen dieser Kontakte werden Schüler- und Lehreraustausche organisiert, an gemeinsamen Projekten gearbeitet und interkulturelle Beziehungen geknüpft und ausgebaut.
- Talitha Kumi School Beit Jala (Palästina) zum trinationalen Schüleraustausch mit dem israelischen Landkreis Drom HaSharon
- Gewerbliche-industrielle Berufsschule Liestal (Schweiz) für technische Projekte im Bereich der Berufsschule
- Hangzhou Kaiyuan Business Vocational School (China) im Bereich der Berufsschule, um die jeweiligen Schul- und Ausbildungssysteme kennenzulernen
- Lycée des métiers Charles de Gaulle Pulversheim (Frankreich) zur Durchführung von sprachlichen und technischen Projekten, auch im Bereich des Pilotprojekts AzubiBacPro
- Lycée Paul Langevin La Seyne-sur-Mer (Frankreich) zum Schüleraustausch in der Mittelstufe

## Bekannte Absolventen und Lehrkräfte

### Lehrkräfte
- Kerstin Boschert: Lehrerin für Sport und Biologie, von 2007 Kapitänin der Bundesligamannschaft des Sportclub Freiburg
- Monika Bresch[3]: SPD-Frauenpreis 2011 für das Engagement als UNESCO-Koordinatorin an den Gewerblichen und Hauswirtschaftlich-Sozialpflegerischen Schulen Emmendingen
- Werner Englert[4]: Langjähriger Musiklehrer an der Schule, Gründer und Leiter der Kreisschülerbigband Funky Devilz, Träger des Bundesverdienstkreuzes für großartige Verdienste im Bereich der Musikerziehung sowie der kulturellen Bildung insbesondere von Kindern und Jugendlichen
- Marie-Luise Raub[5]: SPD-Frauenpreis 2011 für das Engagement als UNESCO-Koordinatorin an den Gewerblichen und Hauswirtschaftlich-Sozialpflegerischen Schulen Emmendingen
- Helmut Reibold: Bundesverdienstkreuz 2016 fürs Brückenbauen zwischen Deutschen, Israelis und Palästinensern[6], Landesehrennadel des Landes Baden-Württemberg 2014[7], Schulleiter der Schule von 1984 bis 2002

### Absolventen
- Michael Rich (* 1969), ehemaliger deutscher Radrennfahrer und Olympiasieger
- Jasmin Staiblin (* 1970), deutsche Managerin